# NN-331
La carretera NN‑331 es una vía departamental secundaria ubicada en la isla de Corn Island, en la Región Autónoma de la Costa Caribe Sur de Nicaragua. Conecta el sector del barrio Brie Bay con el muelle principal de Corn Island, rodeando gran parte de la isla en forma de anillo perimetral. La vía tiene una longitud de 16.17 km y fue inaugurada en 2025 como parte de un proyecto de infraestructura turística e insular.

## Trazado y cruces
La siguiente tabla muestra su recorrido, localidades y principales conexiones:
| km    | Localidad             | Departamento | Conexión / Ruta |
| ----- | --------------------- | ------------ | --------------- |
| 0.0   | Barrio Brie Bay       | RACCS        |                 |
| 5.3   | South End             | RACCS        |                 |
| 10.7  | Sally Peachy          | RACCS        |                 |
| 16.17 | Muelle de Corn Island | RACCS        |                 |